# Шпіцрутен

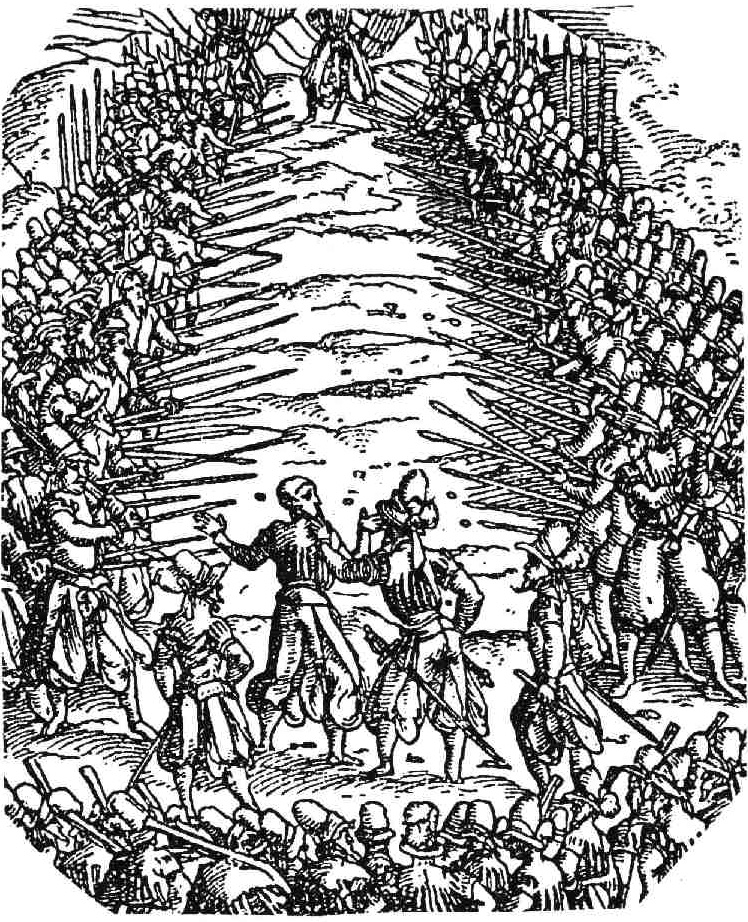
Покарання шпіцрутенами (піками), 1525 рік.

Шпіцру́тен — (від нім. Spießrutenlaufen, від Spiess — «спис», «піка» + Rute — «хлист») — довгий, гнучкий і товстий прут з лози для тілесних покарань в XVII—XIX століттях.

## Історія
З'явившись у шведській армії в XVII столітті, шпіцрутени були незабаром поширені в більшості європейських армій. У російській армії тілесне покарання шпіцрутенами було введено Петром I в 1701 році і застосовувалося в сухопутних військах. Шпіцрутени попередньо вимочувалися в солоній воді.
У Російській імперії шпіцрутени застосовувалися також для покарання цивільних осіб (насамперед з податних станів) за вироком військового суду і за статутом про засланців. Засудженого змушували проходити крізь стрій з 100—800 солдат, які прутами били по спині засудженого. На початку XIX ст. число ударів доходило до 6000. У цьому випадку «прогнання крізь стрій» було рівносильно смертній карі.

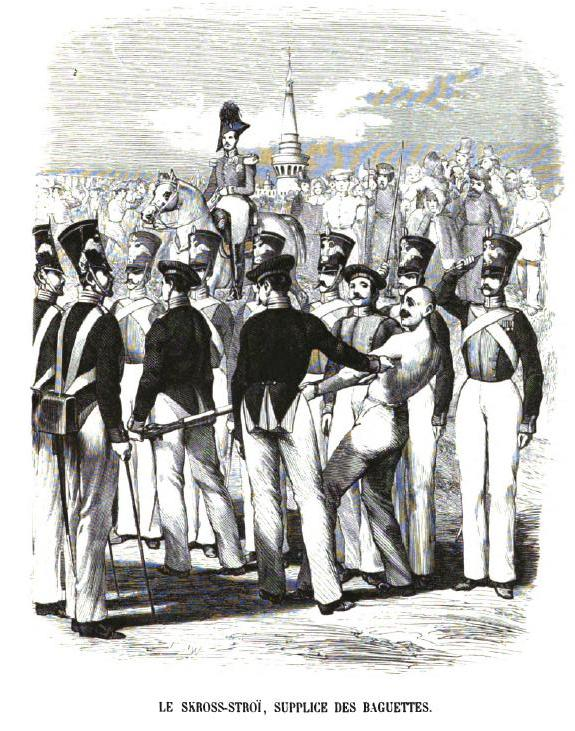
Ш.-М. Жоффруа «Крізь стрій» (skvoss stroï), 1845 р.

У Пруссії шпіцрутени скасовані 1806 р. під час реформ Фрідріха-Вільгельма III, у Вюртемберзькому королівстві — у 1818 р., в Австрійській імперії — у 1855, у Росії — 17 квітня 1863 після військової реформи Олександра II.

## Захід покарання
Удари шпіцрутенами призначалися за помилки і недбальство на стройових навчаннях, за неохайність і неакуратність форменого одягу (від 100 ударів і більше), за пияцтво (300—500 ударів), за крадіжку у товаришів (500 ударів), за втечі (перша втеча — 1500 ударів, друга — 2500-3000, третя — 4000-5000 ударів).
Частину солдатів і матросів при покаранні забили до смерті після невдалого повстання декабристів в Санкт-Петербурзі 1825 року. Після повстання військових поселенців у Чугуєві влітку 1819 р. 363 людини піддали військовому суду, 273 з них винесли смертний вирок, який згодом замінили на покарання шпіцрутенами.
У жовтні 1827 на рапорті про таємний перехід двох євреїв через річку Прут в порушення карантину, в якому зазначалося, що лише смертна кара за порушення карантину здатна їх зупинити, Микола I написав: «Винних прогнати крізь тисячу чоловік 12 разів. Слава Богу, страти у нас не бувало, і не мені її вводити».
У 1846 р. спеціальна комісія винесла вирок двом дворовим людям за вбивство шести поміщиків: прогнати крізь стрій через тисячу чоловік шість разів і потім відправити на каторгу. Але губернатор у секретному донесенні запропонував покарати вбивць шпіцрутенами «без відпочинку» 9000 разів і «по покаранні злочинців вивісити трупи їх на місцях злочину». Генерал-губернатор запропонував також виконати над злочинцями обряд приготування до смерті. Міністр внутрішніх справ пояснив, що є секретне повеління, яким заборонено давати більше ніж 3 тисяч замість визначених у законі 6000 раз шпіцрутенів, але в даному випадку застосування негласного веління мало б значення полегшення долі злочинців, чого вони зовсім не заслуговують. Тим не менш, він вказав, що карати «без відпочинку» не можна, тому що дозволяється давати за раз не більше того числа ударів, скільки можна витримати, а потім слід очікувати його одужання. У результаті імператор затвердив вирок комісії.
Слід, однак, зауважити, що при покаранні шпіцрутенами повсталих військових поселенців в 1832 р. тих, що впали під прутами, клали на сани і везли крізь стрій, продовжуючи бити. Присутній при цьому лікар лише давав понюхати нашатирний спирт, щоб засуджені не знепритомніли
Російський письменник Лев Толстой описує страшні картини покарання шпіцрутенами в своїх творах «Після балу» та «Миколай Палкін».